# Cetelem
Cetelem Banco especializado en crédito al consumo, crédito en línea y tarjetas. Es la marca comercial de financiación del BNP Paribas, que es una subsidiaria de propiedad total de BNP Paribas, y está especializada en financiamiento minorista en Europa. Está establecida en treinta países, cuenta con 27 millones de clientes y tiene su sede central localizada en París. Cetelem también es conocido como Modern Credit en los territorios de ultramar francés. Otras marcas de BNP Paribas Personal Finance son Findomestic en Italia y AlphaCredit en Bélgica.

## Historia
Cetelem fue constituida en Francia en 1953 por Jacques de Fouchier. En sus inicios Fouchier envió a un colaborador cercano, Boris Mera, a los EE. UU. para que estudiara la financiación de venta a plazos y la posibilidad de adaptar la fórmula en Francia. A su vuelta, Mera confirmó a Fouchier que su idea se podía poner en marcha, planeando lanzarla como Le Crédit à l’Equipement des Ménages  (en español Crédito al Equipamiento del hogar) y que más adelante sería conocida como Cetelem.
En 1954, se constituye “La Compagnie Française d’Epargne et de Crédit (CETC)” y, en 1956, “La Société d’Etudes et de Gestión des Centres d’Equipement – Sociedad de Estudios y de Gestión de Centros de Equipamientos – (Ségécé)”. Estas dos empresas se fusionarían con la “Cooperativa de Crédito para la Construcción (UCB)”, que fue creada en 1951, y con Cetelem; para formar una nueva compañía en julio de 1959: la Compagnie Bancaire. En 1961, la Compagnie Bancaire empieza a cotizar en la Bolsa de París.
En 1965, Cetelem lanza al mercado lo que puede considerarse la primera tarjeta de crédito en Francia: “Crédit en poche”. Consistía en créditos clásicos simplificados, en los que cada uso modificaba el importe mensual a pagar. En 1969, el 48% del accionariado de Compagnie Bancaire pasa a manos de la Compagnie Financière de Paribas. Un año después, Cetelem comienza a ofrecer créditos directamente a sus clientes viendo que el consumo en Francia evoluciona y, en 1973, nace “Cetelem Direct”.
Ese mismo año se crea la compañía de seguros de vida por capitalización “CARDIF”, que ofrecería nuevos productos, como eran los bonos de capitalización. Esta novedad constituye una verdadera revolución.
Entre 1970 y 1978, el grupo crea cuatro centros comerciales en los alrededores de París y Marsella a través de la SEGECE, inspirándose en el modelo americano de los grandes conjuntos comerciales.
Será el 4 de febrero de 1988 cuando Cetelem (entonces Fimestic – Financiamientos Domésicos) llegue a España. En 1996, la compañía obtiene la licencia bancaria de Banco de España, pasaría a denominarse Banco Fimestic. En el mercado español, la compañía se dedica al crédito al consumo y pasa a denominarse Banco Cetelem unos años después. 
Desde el 23 de mayo de 2000, el Banco de Crédito Cetelem pertenece al Grupo Paribas, uno de los principales bancos de Europa y Francia, creado por la fusión de la Banque Nationale de Paris (BNP) y Paribas.
Esta empresa tiene presencia hoy en 26 países, con más de 20.000 empleados (62,1% Mujeres, 37,9% Hombres). 
Actualmente, Cetelem España cuenta con más de 1.200 empleados y tiene, aproximadamente, 2,5 millones de clientes.
Las tres grandes marcas de BNP Paribas Personal Finance son:
- Cetelem (Argentina, España, Francia, Hungría, Portugal, Chequia, Rumania, Rusia, Eslovaquia)
- Findomestic (Italia y Serbia)
- Crédit Moderne (Departamentos de Ultramar Franceses).

Pero también existe bajo otras marcas comerciales como BNP Paribas Personal Finance (México), BNP Paribas Egypte (Egipto), Cetelem y BGN (Brasil), BNP Paribas El Djazaïr (Argelia), BMCI Crédit Conso (Marruecos), UCBI (Túnez), TEB Cetelem (Turquía), UkrSibbank (Ucrania), BNP Paribas Fortis (Polonia), Commerz Finanz GmbH (Alemania), y AlphaCredit (Bélgica y Luxemburgo). Además es conocida como BNP Paribas Personal Finance Bulgaria, Jet Credit, Jet Cash y CreditPlan (Bulgaria), y Bank of Nanjing (China).
La notoriedad de dichas marcas alcanza el 90% en el caso de Cetelem, 88% para Findomestic y más del 80% para Crédit Moderne.
Además, la entidad bancaria es partner financiero de empresas de productos de gran consumo como empresas de muebles, informática, concesionarios de coches y aseguradoras.

## Actividad de Cetelem
Hoy en día, la actividad de Cetelem se divide de la siguiente forma: 
- La principal actividad del Banco Cetelem es la financiación en punto de venta, que representa el 60 % de su actividad, en la que cuenta con más de 4000 tiendas partners y más de 1000 concesionarios automovilísticos.

- La concesión de tarjetas de crédito, que representa el 30 % de su actividad y cuenta con alrededor de 430 000 tarjetas activas.

- El crédito directo a particulares, también constituye parte importante del negocio de Cetelem, representando el 10 % de su actividad, ya sea en línea a través de su página web, vía WAP o a través de teléfono en sus centros de atención al cliente.

A finales del 2011, Cetelem presentaba los siguientes números a nivel mundial:
- más de 123 mil millones de euros (32 % crédito inmobiliario y 68 % crédito al consumo) de saldos contables gestionados.
- resultado neto antes de impuestos: 1193 millones de euros.
- producto Neto Bancario: 5092 millones de euros.
- 11,2 % del producto neto bancario del grupo BNP Paribas.
- 20 millones de clientes.

En 2022, Cetelem lanzó "Cetelem Río", su primera oficina física en Madrid.]

## Cetelem en el mundo
Cetelem opera en España desde 1988 y está presente en 28 países:

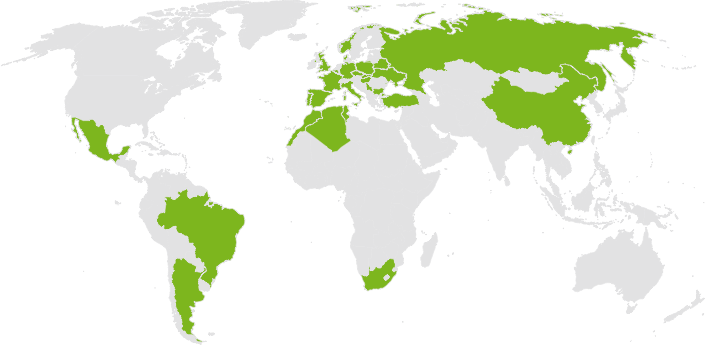
Países donde opera Cetelem en 2018.

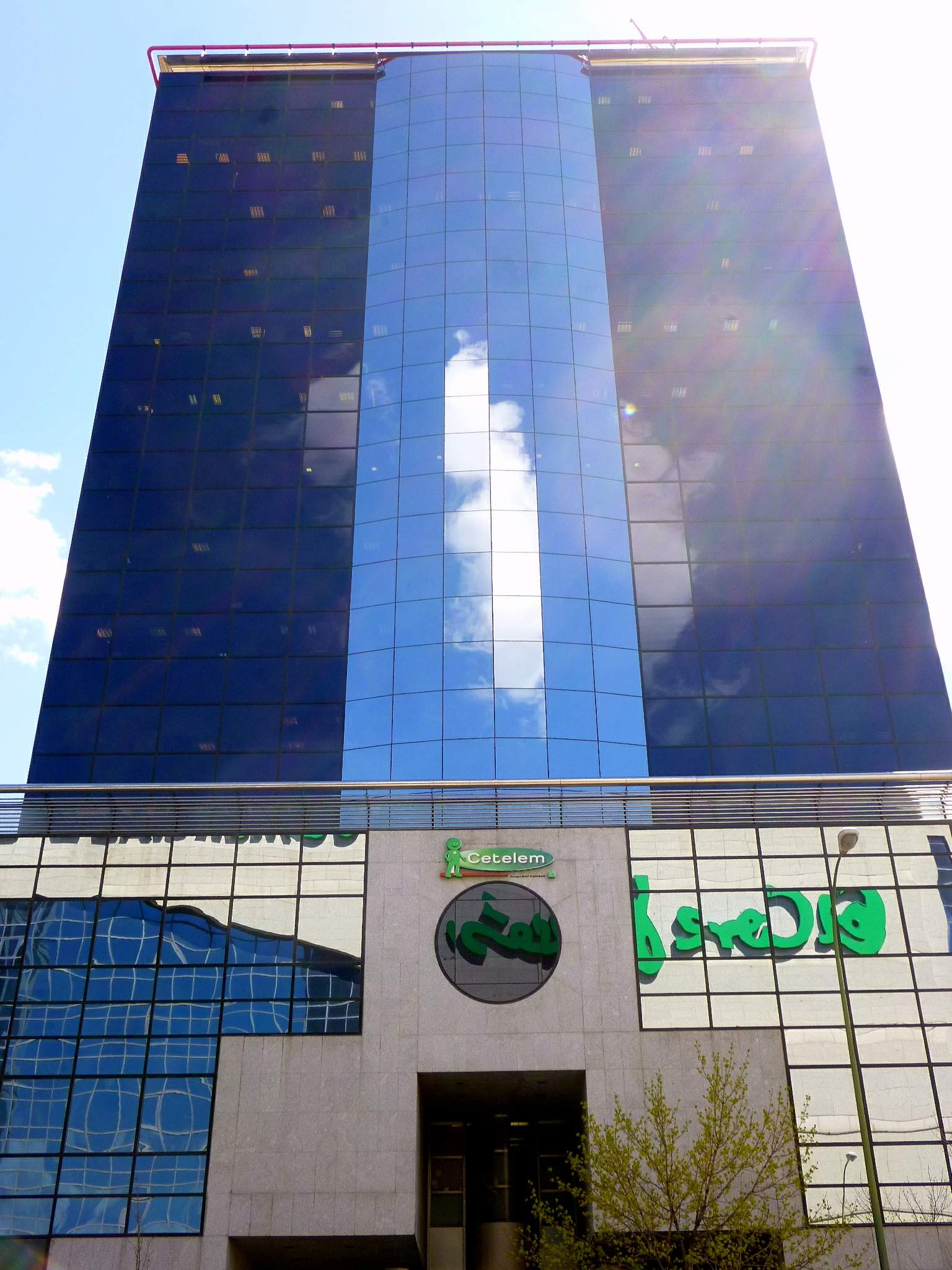
Oficinas de Cetelem España

## Logo
El primer logotipo de Cetelem salió con la puesta en marcha de la compañía en 1953. Desde el año 2004, Cetelem incluye una mascota llamada Mr. Crédito que se usa en promociones y publicidad de la entidad financiera. Fue usado por primera vez en Francia, luego se desplegó en treinta países. Desde 2006, es el emblema de BNP Paribas Personal Finance en el mundo.

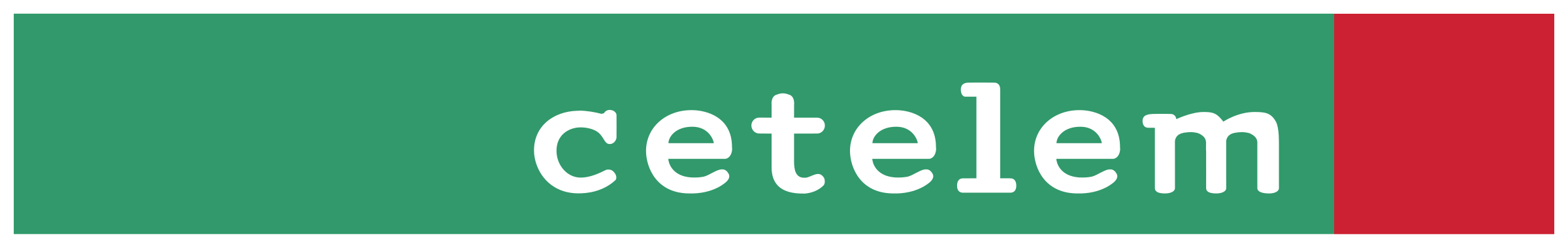
Logo Cetelem de 1953 a 2006
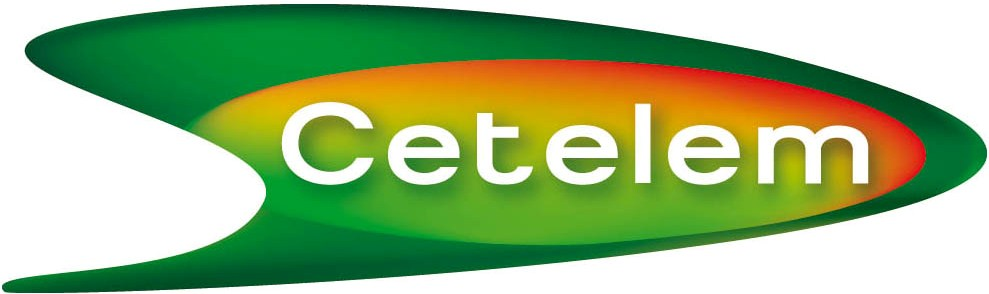
Logo de Cetelem de 2006 a 2008
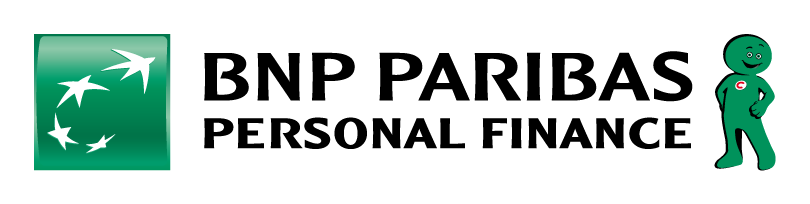
Logo BNP Paribas Personal Finance después de 2008

## El Observatorio Cetelem
Desde 1985, El Observatorio Cetelem publica todos los años estudios cualitativos y cuantitativos sobre los comportamientos y las decisiones de consumo de los europeos, las tendencias y las nuevas formas de distribución. El Observatorio Cetelem se presenta a través de tres estudios anuales centrados en el sector del automóvil (desde 1985), del consumo (desde 1989) e inmobiliario (desde 2009). Está presente en 12 países europeos, además de Turquía (sólo automóvil), Rusia y Brasil (desde 2006).
En España, los informes del Observatorio Cetelem se llevan realizando desde el año 1997, de consumo y auto.

## Condena por usura a Cetelem
Cetelem forma parte del listado de entidades financieras de crédito que, como Oney o Cofidis, cuenta con intereses considerados abusivos en sus servicios. El servicio de créditos revolving, que en ocasiones ofrece una ventaja a los consumidores por la rapidez de la entrega de dinero y una concesión más fácil que en algunos bancos y organizaciones, tiene una doble vertiente: en general, las tasas de intereses a devolver con el dinero prestado suelen ser considerablemente mayores, causando modificaciones altas en el precio del dinero.
Con las últimas leyes de Protocolo de Transparencia del Gobierno y el Banco de España y los fallos del jurado en 2023, las tasas de interés consideradas como usura han subido, impulsadas por la creciente subida del precio del dinero. Ahora, se están activando nuevos protocolos para detectar prácticas abusivas de las entidades de crédito, como la accesibilidad de los contratos. En 2023, Cetelem recibió varias denuncias por contar con una tipografía «minúscula» en la parte del contrato de sus tarjetas revolving donde explicaba los intereses de estas.

## Reconocimientos
- Premios MC MUTUAL “Antonio Baró” a la Prevención de Riesgos Laborales (2013)
- “Premio de Innovación” 2013 de BNP Paribas Personal Finance por sus proyectos “Experiencia Cliente”, en la categoría Business & Customer, y “Mejora en la Experiencia Colaborador” en la categoría Innovation Management.
- “Premio de Innovación” 2012 de BNP Paribas Personal Finance por el proyecto “Apply and Buy” en la categoría Business and Customer Innovation
- Galardón ‘Titanes de las Finanzas 2012’ por la Revista Ecofin
- Premio Excelencia en Gestión Empresarial por la revista Dirigentes
- GEES, primer certificado europeo por la igualdad profesional. Años 2012 y 2013.